# Mostacillastrum carolinense
Mostacillastrum carolinense là một loài thực vật có hoa trong họ Cải. Loài này được (Scappini, Blanco, Carlos A. & Prina) Al-Shehbaz mô tả khoa học đầu tiên năm 2006.